# Amal al-Malki
Amal Mohammed al-Malki (arabisch أمل محمد المالكي, DMG Amal Muḥammad al-Mālikī; geboren im 20. Jahrhundert in Doha, Katar) ist eine katarische Philologin. Im Jahr 2005 bekam sie als erste katarische Frau eine Professur an einer Universität in der Education City ihres Landes. Heute ist sie Gründungsdekanin des College of Humanities and Social Sciences an der Hamad Bin Khalifa University und damit die erste Frau in Katar, die den Titel eines Dekans trägt.

## Leben

### Jugend und Ausbildung
Amal al-Malki wuchs in Doha auf in einem toleranten Elternhaus mit großer Bibliothek und in einer Gesellschaft mit strengen Regeln. Ihr Vater war Katarer, ihre Mutter kam aus dem Libanon nach Katar. Schon als Kind war al-Malik aufgrund der Berufstätigkeit ihres Vaters weit gereist. Ihre Familie hatte ein Haus in London.
Mit 16 Jahren schrieb sie sich an der Universität von Katar ein, die sie 1996 mit einem Bachelor verließ. Anschließend ging sie zum Studium nach Großbritannien und erwarb 1997 einen Master in englischer und arabischer Sprachwissenschaft und Übersetzung an der SOAS University of London. Nach einer einjährigen Pause schrieb sie sich für ein Promotionsstudium ein, das sie 2003 mit einem Doktortitel in vergleichender Literaturwissenschaft an der SOAS abschloss.

### Karriere
Zurück in Katar bewarb sich al-Malki an der neu gegründeten Carnegie Mellon University Katar (CMU-Q), doch die Universität zögerte, eine katarische Professorin einzustellen. Sie wollten amerikanische Bildung durch amerikanischen Lehrkräften vermitteln. Al-Malki willigte zunächst ein, sechs Monate lang Verwaltungsarbeit zu leisten, während mit der Universitätsverwaltung in den Vereinigten Staaten über eine Einstellung als Dozentin verhandelt wurde. Anschließend wurde sie weitere sechs Monate als Gastprofessorin an der Carnegie Mellon University in Pittsburgh eingestellt. Ende 2005 wurde sie schließlich auf eine Vollzeitstelle als Professorin an die Carnegie Mellon University Katar berufen. Damit war sie das erste und seit mehr als einem Jahrzehnt das einzige katarische Fakultätsmitglied an einer der amerikanischen Universitäten in der Education City von Katar.
2011 half sie bei der Gründung des Übersetzungs- und Dolmetscherinstituts an der Hamad Bin Khalifa University, das sie bis 2015 als Geschäftsführerin leitete. 2013 verließ sie die Carnegie Mellon University und wurde 2015 Gründungsdekanin des College of Humanities and Social Sciences an der Hamad Bin Khalifa University. Als Universitätsdekan war Malik der erste Katarer mit diesem Titel an einer Einrichtung der Education City. Als Dekanin arbeitete sie an der Gründung eines Masterstudiengangs für digitale Geisteswissenschaften an der Universität sowie des einzigen Masterstudiengangs für Frauenstudien in Katar.
Al-Malki versteht sich als Feministin und hat an der Universität unter anderem Kurse über islamischen Feminismus und postkoloniale Theorie gehalten. Darüber hinaus gab sie Kurse über das Verfassen von Texten und Übersetzungstheorien.
Im Jahr 2012 war sie Mitautorin des Buches Arab Women in Arab News: Old Stereotypes and New Media mit David S. Kaufer, Suguru Ishizaki und Kira Dreher. Darin werden Untersuchungen dargestellt, wonach in westlichen Medien arabische Frauen als passiv und von Männern dominiert beschrieben werden. Dem wird eine wesentlich komplexere Wirklichkeit von kultureller und sozialer Identität gegenübergestellt. Über ihren Blog und anderen Plattformen engagiert sie sich auch in den sozialen Medien. Sie war Initiatorin der Hashtag-Kampagne #ImHalfQatari im Jahr 2014.

### Privates
Al-Malki ist verheiratet und hat ein Kind.

## Veröffentlichungen
- mit David Kaufer, Suguru Ishizaki, Kira Dreher: Arab women in Arab news. Old stereotypes and new media. Bloomsbury, London 2013, ISBN 978-1-78093-042-8 (englisch).Inhaltsverzeichnis
- HBKU & DIFI pave the way for realisation of building a modern society. In: Qatar Tribune. 13. März 2018, OCLC 7355867274 (englisch).